# Kurt von Gleichen-Rußwurm

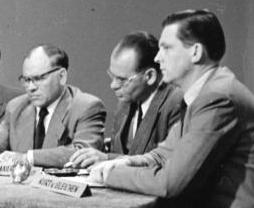
Kurt von Gleichen (rechts) bei einem TV-Journalistengespräch 1953, mit v.l.: Eugen Gerstenmaier, Alfred Rapp

Kurt von Gleichen-Rußwurm (* 18. November 1915 in Berlin; † 5. September 2006 in Frankfurt am Main; auch Kurzform: Kurt von Gleichen, auch Kurt Heinrich Freiherr von Gleichen genannt von Rußwurm) war ein deutscher Journalist, Werbeberater und Personalberater.

## Leben und Wirken
Kurt von Gleichen-Rußwurm entstammt einem alten thüringischen Adelsgeschlecht, das seinen Familiensitz in Tannroda/Ilm hatte. Er ist der Sohn von Heinrich von Gleichen-Rußwurm, dem Berliner Publizisten und Gründer des Deutschen Herrenklubs in Berlin, und der Malerin Helene Kutsche. Nach seinem Abitur am Berliner Grunewald-Gymnasium machte er eine landwirtschaftliche Ausbildung, um sich für die Übernahme der familieneigenen Güter zu qualifizieren. Nachdem es aber zu Auseinandersetzungen mit seinem Vater gekommen war, entschied er sich für die militärische Laufbahn als Offizier. Im Zweiten Weltkrieg wurde er mehrfach schwer verwundet und kam 1945 in britische Kriegsgefangenschaft.
Nach seiner Rückkehr aus England wurde er Journalist beim Wiesbadener Kurier. 1949 wechselte er zur Neuen Zeitung und 1953 zum Fernsehen. 1954 wurde er Chefredakteur beim ersten Landesdienst, dem Hessenspiegel. Im selben Jahr heiratete er Anne Baroness Porcelli di St. Andrea. Aus der Ehe gingen drei Kinder hervor: Christoph (1956), Philip (1957) und Luise (1959) von Gleichen. 1959 gründete er eine Werbe-GmbH, die Alfred Dreggers Wahlspruch „Wir kommen“ erfand. 1975 gründete er die Freiherr von Gleichen Personalberatung GmbH und arbeitete hinfort überwiegend als Personalberater.
In den 1980er Jahren hatte er eine vielgelesene Kolumne im Blick durch die Wirtschaft der FAZ, wo er typische Fragen der Besetzung von Führungspersonal behandelte. Neben seinen beruflichen Aktivitäten ist Kurt von Gleichen-Rußwurm vor allem als Gründer und Organisator des Hessischen Kreises überregional bekannt geworden. Er war außerdem Präsident des Marketing Clubs Frankfurt, Gründer und Organisator der Marketing Tischrunde, sowie Gastgeber der Frankfurter Kamingespräche.

## Leistungen
Kurt von Gleichen-Rußwurm ist vor allem bekannt geworden als der Gründer des Hessischen Kreises, eines politisch und konfessionell ungebundenen Gesprächskreises für Politik, Wirtschaft und Kultur. Als loser Kreis von jungen, gesellschaftlich engagierten Menschen wurde er Anfang der 1960er Jahre gegründet. Die Mitglieder trafen sich abwechselnd in ihren Privatwohnungen. Zu ihnen gehörten Johann Philipp von Bethmann, Walther Leisler Kiep, Christian Schwarz-Schilling, Dieter Fertsch-Röver, Heinz Riesenhuber, Jürgen Heraeus. Der Kreis wurde bald ein gesellschaftlicher Treffpunkt für den offenen, kritischen Meinungsaustausch mit führenden Personen von nationaler und internationaler Bedeutung. Zu den Rednern gehörten Bill Gates, der Dalai Lama, Henry Kissinger, Christo, Ronald Reagan, Edward Heath, Helmut Kohl, Franz Josef Strauß, Marcel Reich-Ranicki, Günter Grass, Gerhard Schröder, Philip Rosenthal und August Oetker.
Von Gleichen legte Wert darauf, ein gemischtes Publikum präsent zu haben. Er achtete darauf, dass neben den üblichen Repräsentanten der Gesellschaft auch Jugendliche, Studenten, Gewerkschafter, Militär, Kirche, NGOs an den Treffen teilnahmen. Ebenso bekannt wie gefürchtet war von Gleichens Stil der Diskussionsführung, der den Rednern wenig Spielraum für ausweichende Antworten gab. Kurt von Gleichen bekam am 13. April 2000 das Bundesverdienstkreuz 1. Klasse für seine Verdienste um den Hessischen Kreis.